# Jugendarrestanstalt Königs Wusterhausen
Die Jugendarrestanstalt Königs Wusterhausen (abgekürzt JAA Königs Wusterhausen) war bis 2015 eine Jugendarrestanstalt des Landes Brandenburg in Königs Wusterhausen. In ihr wurden jugendliche Straftäter für bis zu vier Wochen Dauerarrest untergebracht.

## Zuständigkeit
In der JAA Königs Wusterhausen verbüßten jugendliche Straftäter aus ganz Brandenburg verschiedene Formen des Jugendarrests. Der Freizeitarrest erstreckt sich über ein bis zwei Wochenenden, der Kurzarrest auf bis zu vier Tage, während der Dauerarrest bis zu vier Wochen betragen kann. Der Beugearrest ist eine Maßnahme des Gerichts bei Verstoß gegen Auflagen oder Weisungen.

## Personal
In der JAA Königs Wusterhausen waren 14 Mitarbeiter, davon 12 des allgemeinen Vollzugsdienstes beschäftigt.

## Gefangenbetreuung
Für die jugendlichen Straftäter bestand die Möglichkeit verschiedene Kurse zu belegen (z. B. Erste Hilfe, Hartz-IV-Beratung, Vermeidung von Gewalt u. a.). Auch konnten vom Gericht auferlegte Arbeitsstunden außerhalb der JAA bei verschiedenen Organisationen abgeleistet werden.

## Schließung
Zunächst war geplant, den Betrieb der JAA Königs Wusterhausen im Jahr 2016 einzustellen und die verbliebenen Jugendlichen in die dann von den Ländern Berlin und Brandenburg gemeinsam betriebene JAA Berlin-Lichtenrade zu verlegen. Der Betrieb der JAA Königs Wusterhausen wurde dann allerdings bereits Anfang Juli 2015 eingestellt.